# João Tomás
João Tomás (Oliveira do Bairro, 27 de maig de 1975) és un futbolista portugués, que ocupa la posició de davanter.
Va destacar a les files de l'Académica de Coimbra. El 2000 fitxa pel Benfica, i a l'any següent, pel Reial Betis de la primera divisió espanyola. Al conjunt sevillà va signar un bon primer any, però el següent va ser suplent i posteriorment cedit a Vitória de Guimarães. Fitxaria per un altre club del seu país, l'Sporting de Braga, on va assolir de nou bones xifres golejadores. També hi militaria a dos clubs arabics, Al-Arabi Sports Club i Al-Rayyan Sports Club.
El 2008 fitxa pel Boavista FC, que havia baixat a la segona divisió portuguesa, però les lesions i el bon estat de l'austriac Roland Linz li van barrar el pas. Al juny del 2009, després d'un altre descens del Boavista, fitxa pel Rio Ave.
Ha estat internacional amb la selecció de futbol de Portugal en quatre ocasions, amb més de cinc anys de diferència entre la primera i la segona aparició. Va marcar davant Kuwait.